# Сонмох відгорнений
Сонмох відгорнений (Hypnum revolutum) — вид мохів порядку гіпнобрієвих (Hypnales).

## Поширення
Ареал охоплює такі частини світу: Європа, Азія, Північна Америка, Антарктида.

## Характеристика

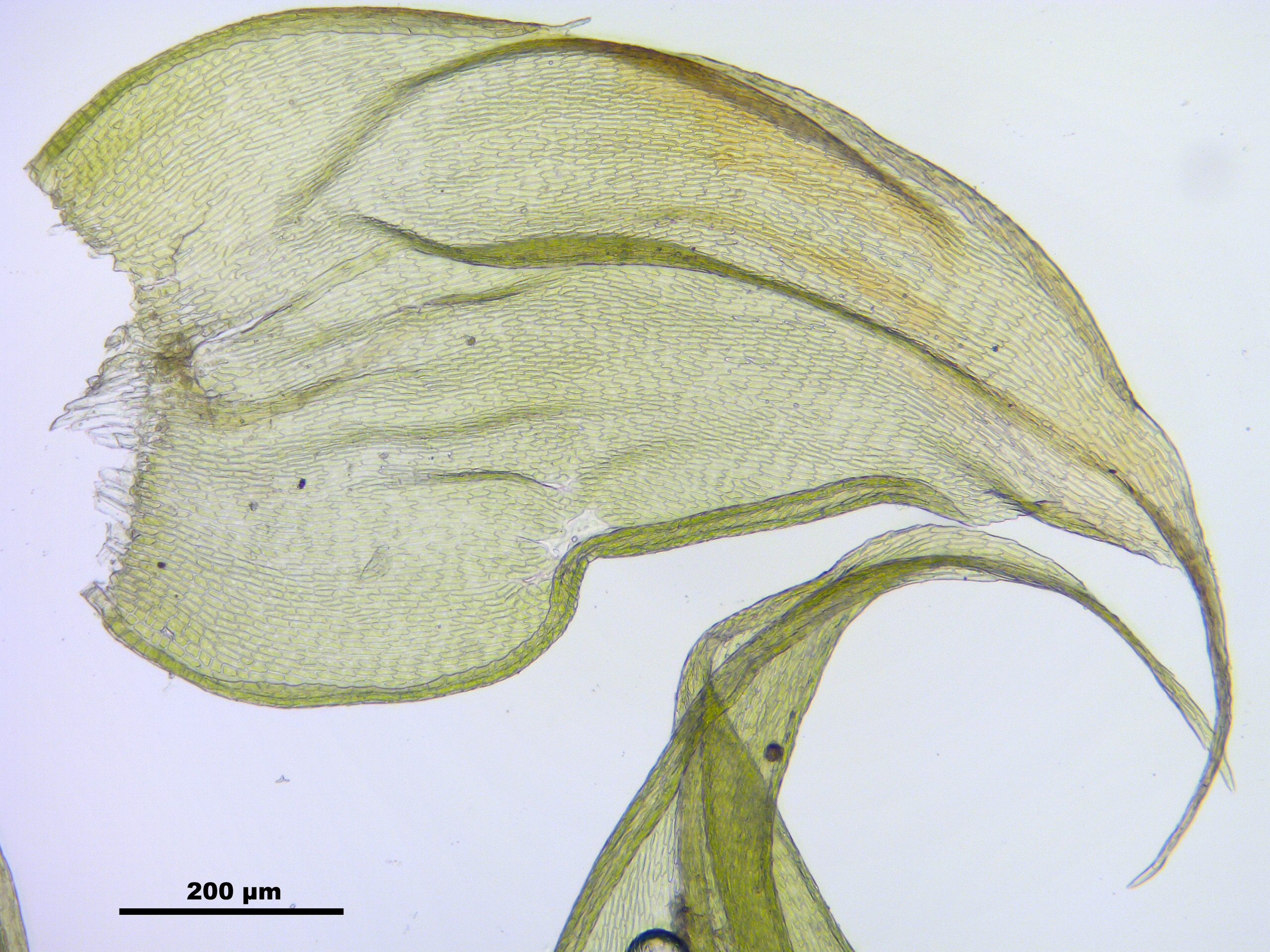

Рослини від малих до середніх розмірів, іржаво-коричневі до жовтуватих (іноді темно-зелені). Стебла 2–5 см, жовто-зелені, прямі, майже прямі чи повзучі, правильно чи неправильно перисті, гілки 0.2–0.7 см. Стеблові листки яйцюваті чи широко-яйцювато-видовжені, поступово звужені до верхівки, 0.5–1.8 × 0.4–0.6 мм; краї цілі на вершині; верхівка вузько загострена. Гілкові листки схожі, трохи дрібніші. Вид дводомний. Коробочкові ніжки в зрілому стані жовтуваті чи червонуваті, 1–2 см. Коробочка від нахиленої до горизонтальної, тьмяно-жовто-коричнева, видовжено-циліндрична, 2–3 мм.